# Club Deportivo Los Gatos de Íscar
El Club Deportivo Íscar es un club de fútbol de España, de la localidad de Íscar en Valladolid (Castilla y León). Fue fundado en 1968.
Juega en la actualidad en la Tercera Provincial Valladolid

## Historia
El Club Deportivo Íscar se fundó el 4 de abril de 1968, a partir de un equipo existente en la localidad, el San Miguel O.J.E.. Su primer presidente fue Agustín Muñoz Suárez.
En la temporada 94-95 el equipo debutó en la Tercera división española donde permanecería tres temporadas hasta su descenso a Primera Regional en la temporada 1996-97. Tras seis temporadas en Primera Regional, en la temporada 2003-04 se proclama campeón de liga de su grupo de Primera Regional y asciende a Tercera División, categoría en la que jugó ocho temporadas y en la que se vivieron los mejores años en la historia del club, consiguiendo además, varios campeonatos del Trofeo Diputación de Valladolid. A finales de junio de 2012, el club anunció que no competiría en Tercera la siguiente temporada debido a la falta de financiación.
Aunque mantuvo su estructura como club y sus categorías inferiores, el primer equipo no compitió al año siguiente. Sin embargo, en el verano de 2013 se inscribió de nuevo en la competición, comenzando en la Segunda División Provincial de Valladolid. y logrando el ascenso a Primera División Provincial en la temporada 2013-2014. Al final de la temporada 2014/2015 el club decide que todos los recursos se dediquen íntegramente a la cantera, desapareciendo el primer equipo.
Para la temporada 2015-2016 el club recupera la denominación de C.D. Íscar y la equipación pasa ser de color naranja completamente como en los años 70.
En la temporada 2021-2022 se vuelve a crear el primer equipo, empezando a jugar en 3° División Provincial

## Patrocinio
Ha contado con varios patrocinadores a lo largo de su historia que han provocado el cambio de denominación. En 1987 el club decidió acercarse al empresario iscariense y se denominó hasta el 2004 C.D. Íscar Industrial. Recientemente, el Club Deportivo Íscar se ha llamado Jher Íscar, y desde la temporada 2007-08, y durante dos temporadas, el club se llamó C.D. Los Gatos de Íscar, patrocinado por la empresa familiar de Íscar Doorcats S.L.o como es más conocida en la localidad, Ferretería Los Gatos. En 2015 se vuelve a denominar como C.D. Íscar.

## Uniforme
- Uniforme titular: En los años 50 vestía completamente de blanco. Después se creó el San Miguel O.J.E. en 1965 y se cambió la camiseta que pasó a ser de color amarillo, pantalón azul y medias amarillas, aunque en los años 70 el C.D. Íscar vistió completamente de naranja ocasionalmente. En 2007 se volvió a vestir de blanco, excepto las medias que pasaron a ser de color naranja.

```
Actualmente los equipos visten con la equipación usada de 1965 a 2007 y la usada ocasionalmente en los años 70.
```

| 1954 - 1963 | 1965 - 2007 | Años 70 | 2007 - 2015 |

- Uniforme alternativo: Camiseta y pantalón verdes, medias naranjas.